# American Anthem
 (juin 2024).
Si vous disposez d'ouvrages ou d'articles de référence ou si vous connaissez des sites web de qualité traitant du thème abordé ici, merci de compléter l'article en donnant les références utiles à sa vérifiabilité et en les liant à la section « Notes et références ».
Pour plus de détails, voir Fiche technique et Distribution.
American Anthem est un film américain réalisé par Albert Magnoli, sorti en 1986.

## Fiche technique
- Titre original : American Anthem
- Réalisation : Albert Magnoli
- Scénario : Evan Archerd, Jeff Benjamin et Susan Williams
- Musique : Alan Silvestri
- Pays d'origine :  États-Unis
- Sociétés de production : Lorimar Motion Pictures
- Genre : Drame
- Durée : 102 minutes
- Date de sortie : 27 juin 1986

## Distribution
- Mitch Gaylord : Steve Tevere
- Tiny Wells : Jake
- Janet Jones : Julie Lloyd
- Michael Pataki : l'entraîneur Soranhoff
- Patrice Donnelly : Danielle
- R.J. Williams : Mikey Tevere
- John Aprea : M. Tevere
- Michelle Phillips : Linda Tevere
- Kathrine Godney : Landlady
- Stacy Maloney : Kirk Baker
- Peter Tramm : Ron Denver
- Maria Anz : Becky Cameron
- Jenny Ester : Tracy Prescott
- Andrew White : Arthur
- Dick McGarvin : l'annonceur de la rencontre préliminaire
- Mark Oates : Danny Squire
- Jan Claire : l'annonceur de la rencontre finale
- Megan Marsden : Jo-Ellen Carter
- Li Yuejiu : Ling Xiang
- Googy Gress : Alan Cole

## Distinctions
- 1 prix nommé aux Razzie Awards en 1987 :
  - Pire révélation (Mitch Gaylord)